# The Zurich Chamber Singers
The Zurich Chamber Singers sind ein Vokalensemble aus Zürich, das 2015 vom Pianisten und Dirigenten Christian Erny gegründet wurde. Die Zurich Chamber Singers bestehen aus rund 30 Mitgliedern, wovon die meisten aus der Schweiz stammen. Die Zusammensetzung des Chores ist flexibel und variiert je nach Projekt und Repertoire vom Oktett bis zum kompletten Konzertchor.

## Ensemble
Die Zurich Chamber Singers konzertierten erstmals 2015 in zehnköpfiger Formation, treten seither aber meist in einer Kammerchor-Besetzung auf. Es folgten Auftritte in der Schweiz, Deutschland und Österreich, unter anderen in der Tonhalle Zürich, der Elbphilharmonie Hamburg, in der Stiftskirche Stuttgart und im Brucknerhaus Linz.
Das Ensemble deckt ein breites Repertoirespektrum von der Renaissancepolyphonie bis zur Chorsinfonik des zwanzigsten Jahrhunderts ab. 2020 formierte es sich zu seiner bis dahin größten Besetzung für eine Aufführung von Honeggers Oratorium König David. Ein Schwerpunkt wird seit der Gründung des Chors auf zeitgenössische Vokalmusik und die Förderung junger Komponisten gelegt. Besonders eng hat das Ensemble bereits mit der US-amerikanischen Komponistin Caroline Shaw und dem britischen Komponisten Paul Mealor zusammengearbeitet und Kompositionsaufträge an Paul Mealor sowie Patrick Brennan (Vereinigtes Königreich), Kevin Hartnett (Vereinigte Staaten), Burkhard Kinzler (Deutschland) und Rhiannon Randle (Vereinigtes Königreich) vergeben. Für die Konzertprogramme dieser Projekte wurden diese zeitgenössische Vokalwerke stets mit Werken der Renaissance, des Barocks und der Romantik kombiniert. 2025 wirkten die Zurich Chamber Singers an der Uraufführung der Oper Walpurgisnacht des Schweizer Komponisten Alfred Felder durch das Musikkollegium Winterthur mit.
Die Zurich Chamber Singers kollaborieren regelmäßig mit Instrumentalensembles (u. a. dem Sonic.art Saxophonquartett) und Orchestern; eine besonders enge Zusammenarbeit wird mit dem Musikkollegium Winterthur gepflegt. Weitere Kooperationen erfolgten bereits mit dem Zürcher Kammerorchester, dem Orchestra of Europe, dem Morphing Chamber Orchestra und den CHAARTS Chamber Artists.
Das Ensemble hat bereits mehrere Alben veröffentlicht. Seit 2020 steht der Chor exklusiv beim Label Berlin Classics unter Vertrag.

## Diskographie
- 2018: Passio (ARS Produktion); Werke von Thomas Tallis, Henry Purcell, Johann Sebastian Bach und Kevin Hartnett.
- 2020: O Nata Lux (Berlin Classics); Werke zu Advent und Weihnachten
- 2021: Scarlatti: Stabat Mater (Berlin Classics)
- 2022: Bruckner Spektrum (Berlin Classics); Werke von Anton Bruckner, Burkhard Kinzler und Giovanni Pierluigi da Palestrina
- 2024: The Light of Paradise (Berlin Classics); Chor-Oper von Paul Mealor über Texte von Margery Kempe.